# Storia dell'Associazione Sportiva Roma

L'albero genealogico della Roma

Nella presente pagina è riportata la storia dell'Associazione Sportiva Roma, società calcistica italiana per azioni con sede nella città di Roma.

## Le origini

### La fusione di Alba, Fortitudo e Roman
Il 2 agosto 1926 la Carta di Viareggio ammise in Divisione Nazionale, la nuova denominazione assunta dalla massima serie (all'epoca divisa in due gironi), due squadre romane, Alba Roma e Fortitudo, classificate prima e seconda nel Campionato laziale, mentre la Prima Divisione, a cui accedettero Roman e Lazio, venne declassata a serie cadetta. Alba e Fortitudo furono perciò destinate a disputare un campionato molto duro: è verosimilmente per questo motivo che si tentò subito di potenziare le squadre unendo la sezione calcio dell'Audace a quella dell'Alba e la Pro Roma alla Fortitudo. Formalmente furono create due nuove società, l'Alba-Audace e la Fortitudo-Pro Roma: in realtà si trattò più che altro di un assorbimento, infatti le maglie indossate dai giocatori rimasero pressoché quelle delle due compagini più quotate, ed alcune fonti riportano la fusione tra società ma non il cambio di nome.

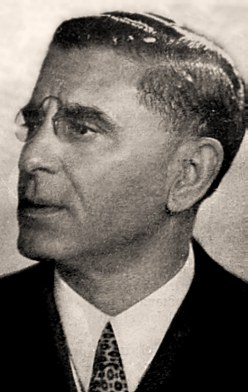
Italo Foschi, uno dei fondatori e primo presidente dell'Associazione Sportiva Roma.

Volgendo al termine il primo campionato di Divisione Nazionale, divenne evidente che l'apporto di due società minori non era stato sufficiente a garantire un definitivo salto di qualità alle due squadre capitoline: Alba e Fortitudo difatti retrocedettero, sebbene la prima avesse sfiorato la salvezza, mentre la seconda chiuse ultima con soli cinque punti in 18 partite; curiosamente, due di questi vengono da una prestigiosa vittoria per 4-2 sull'allora più quotato Torino, che andrà a vincere un campionato poi revocatogli per lo "scandalo Allemandi". Nella primavera del 1927, il presidente della Fortitudo Pro Roma, nonché membro del CONI ed ex segretario della federazione romana del Partito Nazionale Fascista, Italo Foschi si mise quindi all'opera con l'intento di unire i principali club calcistici di Roma, creando una squadra che portasse il nome, i colori e il simbolo della capitale d'Italia  e che potesse altresì ambire ai massimi risultati, essendo in grado di reggere l'urto del calcio professionistico, già ampiamente praticato dalle formazioni del nord dell'Italia, fino a quel momento dominatrici assolute della scena calcistica nazionale.
La data del 7 giugno 1927, riconosciuta dalla Roma come giorno di fondazione in occasione dell'ottantenario del 2007, non è universalmente accettata poiché l'atto costitutivo e il primo statuto risultano irrintracciabili.
Secondo lo storico Marco Impiglia, la documentazione originaria non fu mai resa pubblica poiché «l’operazione venne condotta a termine non nel pieno rispetto dei regolamenti»; in particolare, la Roma trattenne forzosamente i giocatori migliori dei tre sodalizi "genitori", violandone il diritto a trasferirsi in altre squadre. Inoltre, Alba e Fortitudo disputarono match fino al 3 luglio, mentre il Roman rimase formalmente attivo almeno fino al termine del mese. In base a tali argomentazioni, non sarebbe possibile identificare una data di nascita con tutti i crismi dell'ufficialità.  Di contro la Roma, la quale ha addotto nel 2015 prove emerotecarie a sostegno della propria tesi, sostiene che la ratifica notarile della fondazione del 7 giugno si sarebbe verificata l'11 luglio.
Nel corso degli anni sono state proposte date di fondazione alternative:
- 2 maggio: giorno dell'accordo preliminare tra Alba e Fortitudo, citato nello statuto societario del 1951 (il più antico statuto romanista reperibile).[4][10]
- 22 luglio: giorno in cui si svolse la prima assemblea del club, con l'emanazione dell'Ordine del Giorno N. 1 (il più antico documento societario rinvenibile).[13][14]
- 27 luglio: giorno a cui Impiglia riconduce, in via ipotetica, il vincolo notarile (sulla scorta della testimonianza di Nilo Iosa, storico capo della tifoseria romanista).[2][15]
- 25 agosto: giorno in cui la Roma venne ufficialmente ammessa al campionato di Divisione Nazionale 1927-1928 (evento determinante per la buona riuscita della fusione stessa).[16]

Poiché la maggioranza dei tifosi considera il 22 luglio come data di nascita della Roma fin dagli anni 50, nel 2025 la società ha fissato a tale giorno l'anniversario celebrativo, pur riconvalidando il 7 giugno quale data di fondazione:
(Dan e Ryan Friedkin, Messaggio di fine stagione della Proprietà, 7 giugno 2025)
Il programma di Foschi trovò da subito l'appoggio dell'onorevole Ulisse Igliori, membro del Consiglio nazionale del PNF e presidente dell'Alba-Audace, e di Umberto Guglielmotti, successore di Foschi al ruolo di federale dell'Urbe: Nel maggio del 1927 fu pertanto siglato un primo accordo di fusione tra Fortitudo e Alba. Risultò invece vano il tentativo di coinvolgere la Lazio, rappresentata dal gerarca fascista Giorgio Vaccaro: il presidente laziale non trovò l'intesa con Foschi sugli aspetti economici e sportivi del progetto, il che provocò il fallimento delle trattative durante una lunga riunione nella sede biancoceleste di via Tacito il 6 Giugno. Il giorno successivo, 7 giugno 1927, nel suo studio in via Forlì 16, Foschi mise in atto il proprio piano di riserva, coinvolgendo in extremis il facoltoso Roman di Vittorio Scialoja per garantire la copertura economica dell'operazione: l'accordo definitivo tra Alba, Fortitudo e Roman venne siglato la sera stessa, dando vita all'Associazione Sportiva Roma; l'indomani, l'evento fu celebrato da testate nazionali quali Il Messaggero, La Tribuna e Il Tevere. Essendo la data in cui si ufficializzò la costituzione del nuovo club, il 7 giugno 1927 è per l'appunto riconosciuto dalla società giallorossa quale giorno di fondazione.
I colori scelti per la nuova compagine furono il giallo oro e il rosso porpora, mutuati dal Roman in rappresentanza del gonfalone del Campidoglio. Come simbolo venne invece scelta la lupa che allatta Romolo, il fondatore di Roma, e suo fratello Remo, ripresa a sua volta dagli stemmi di Alba e Fortitudo: l'emblema della Roma, uno scudo bipartito rosso-oro sormontato dalla lupa capitolina, comprende tutti questi elementi. Il primo presidente fu lo stesso Foschi, che però dovette tuttavia abbandonare dopo un solo anno poiché nominato membro del direttorio federale a La Spezia, lasciando così l'incarico a Renato Sacerdoti, dirigente del Roman e garante delle coperture economiche della fusione. La sede della AS Roma fu posta nel rione di Campo Marzio, in via degli Uffici del Vicario 35, nei vecchi uffici del Roman. Il ruolo di amministratore delegato venne affidato ad Ulisse Igliori.

### I primi campionati
Nel primo anno di esistenza, la Roma giocò provvisoriamente al Motovelodromo Appio, mentre nel secondo anno optò per il più capiente stadio Nazionale del Partito Nazionale Fascista, in attesa della costruzione del nuovo stadio dove si trasferì nel 1929: il Campo Testaccio. Per la costituzione della nuova rosa furono ingaggiati i migliori calciatori delle tre precedenti formazioni; la Fortitudo fu la squadra che fornì la maggioranza dei giocatori (tra cui il capitano Attilio Ferraris IV). Le ambizioni dei dirigenti del neonato club erano di alto livello, per questo motivo la guida della squadra venne affidata all'allenatore inglese William Garbutt, uno dei più prestigiosi e competenti tecnici dell'epoca, che aveva vinto tutto, battendo ogni record, alla guida del Genoa.

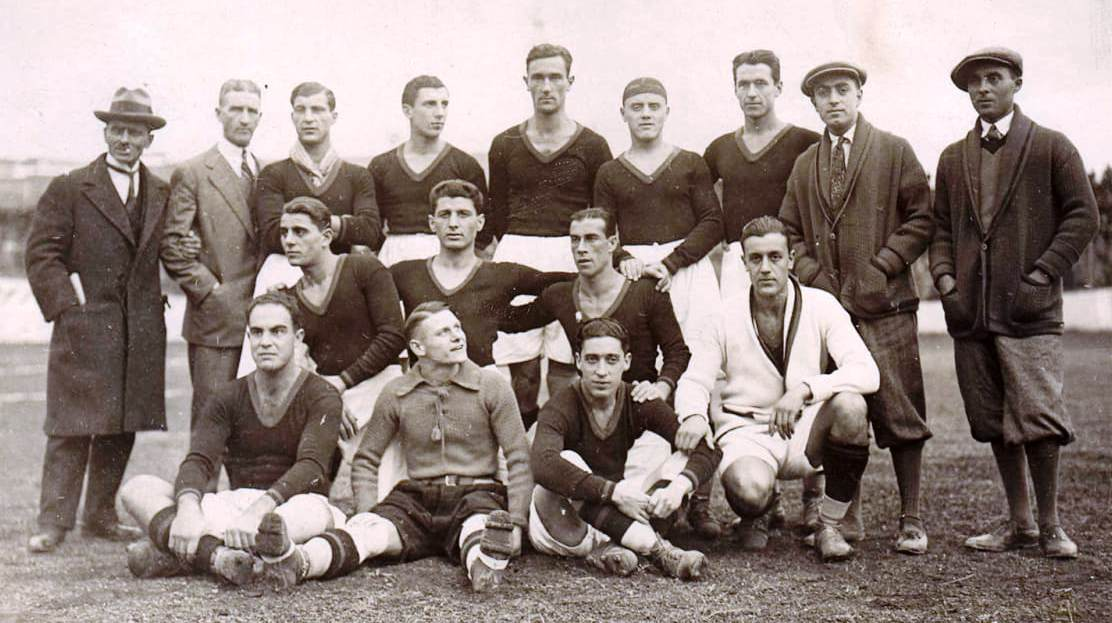
La neonata Roma scesa in campo il 13 novembre 1927 al Motovelodromo Appio contro la Juventus

Alcune settimane dopo l'istituzione del club, si disputarono i primi due incontri della storia societaria, due amichevoli che furono giocate il 16 ed il 17 luglio. Per l'occasione venne scelto un avversario internazionale: gli ungheresi dell'Újpest. La sfida iniziale vide a confronto le riserve delle due compagini, quella seguente le prime squadre. Il primo match finì in pareggio, mentre nel secondo i Giallorossi vinsero 2-1. In seguito non tutti i giocatori provenienti dalle tre società fuse presero parte della formazione che affrontò il primo campionato nel 1927-1928: alcuni vennero infatti ceduti ancor prima di entrare ufficialmente a far parte della rosa.
Nel frattempo la fusione tra Andrea Doria e Sampierdarenese nella società La Dominante liberò un posto nel massimo campionato. Napoli, Cremonese e Roma chiesero alla federazione di allargare il campionato a 22 squadre (suddivise in due gironi), onde evitare il ricorso a un triangolare di qualificazione per stabilire quale delle tre avrebbe occupato il posto vacante. Il 25 agosto 1927 il Direttorio Federale accolse tale richiesta ripescando di autorità le tre squadre: la Roma pertanto fece il suo esordio nella massima serie vincendo la prima partita ufficiale della sua storia 2 a 0 contro il Livorno e fu l'unica società del Centro-Sud a conquistare la salvezza sul campo. Non essendosi qualificata al girone finale, disputò la Coppa CONI, che la Roma vinse battendo in finale il Modena.
Per via dell'impraticabilità del Velodromo Appio, che risultò inoltre poco capiente per il già nutrito numero di tifosi giallorossi, la squadra giocò per un breve periodo di tempo, nel corso del 1929, nello stadio della Lazio (che disputò le partite ancora in un girone diverso da quello della Roma), al Rondinella. A partire dal 1930, la Roma potette trasferirsi nel nuovo stadio, il Campo Testaccio.
Durante questo periodo furono disputate alcune delle più note partite del club capitolino, tra le quali il primo derby contro la Lazio nel 1929, che venne giocato in trasferta da parte della Lupa, al Rondinella; la Magica se lo aggiudicò con il punteggio di 1-0, con rete di Rodolfo Volk.

## Anni 1930 e 1940

### Risultati altalenanti

I capitolini all'Arena Civica di Milano per la trasferta contro l'Ambrosiana-Inter del 20 dicembre 1931

Nell'estate del 1931 la Roma partecipa per la prima volta a una competizione europea, esordendo nella Coppa dell'Europa Centrale. Ai quarti supera i cechi dello Slavia Praga nel doppio confronto con i risultati di 1-1 e 2-1, per poi essere eliminata in semifinale dagli austriaci del First Vienna.
Nell'estate del 1933 la Roma, dopo aver venduto il cannoniere Volk, mise a segno tre colpi di mercato acquistando i cosiddetti "Tre moschettieri" argentini: l'attaccante Enrique Guaita, la mezz'ala Alejandro Scopelli e il centro-mediano Andrés Stagnaro. Nonostante l'apporto di grande peso che i tre argentini diedero alla squadra, il ripetersi di alcuni screzi con Fulvio Bernardini, bandiera giallorossa che ebbe lo stesso ruolo di Stagnaro, portarono la squadra ad ottenere dei risultati altalenanti in campionato. Anche all'interno del tifo si creò una spaccatura: cominciarono a sorgere due fazioni che sostengono da una parte l'argentino e dall'altra Bernardini.
I tre sudamericani restarono alla Roma soltanto per due stagioni, portando la squadra ad un quinto e ad un quarto posto. Dopo esser stati naturalizzati italiani per godere di alcuni vantaggi, tra cui anche quello di poter giocare nell'Italia, scapparono di nascosto in una notte del 1935 per evitare la chiamata alle armi. L'Italia era infatti in procinto di entrare in guerra contro l'Etiopia.
Durante la stagione 1934-1935, per via di un'operazione di ringiovanimento della rosa, il presidente Renato Sacerdoti decise di vendere il capitano Attilio Ferraris IV che, poco propenso ad allontanarsi da Roma, si accasò alla Lazio, diventandone addirittura il capitano.
La reazione della squadra l'anno seguente, nel campionato 1935-1936, fu invece veemente e la Roma, trascinata dai gol di Dante Di Benedetti, giovane attaccante proveniente dal vivaio, arrivò seconda, distanziata di un solo punto dal Bologna. L'entusiasmo per i risultati di quella squadra portò tuttavia il presidente a non rafforzare in maniera adeguata la rosa e sfortunatamente Di Benedetti, dopo solo un anno, dovette smettere a causa di un grave infortunio.
La Lupa entrò così in una crisi profonda culminata nel 1938-1939: il 15 gennaio la Lazio riuscì infatti a violare per la prima volta il Campo Testaccio. Molte critiche subissarono la squadra ed il principale accusato fu proprio la "bandiera" Fulvio Bernardini che, a fine stagione, si vide costretto ad abbandonare la squadra.

### Il primo scudetto e il declino postbellico

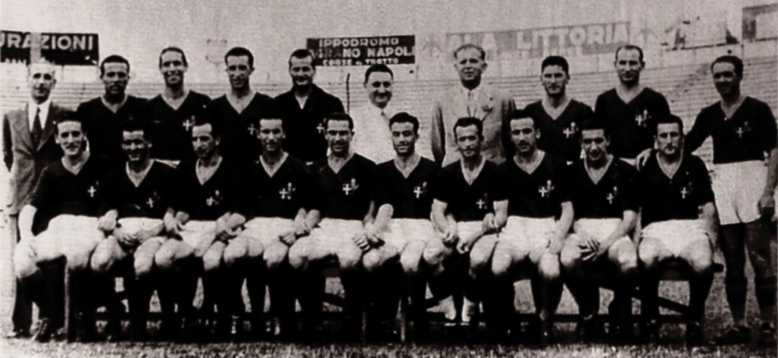
La Roma 1941-1942, quella del primo scudetto.

Dopo un decennio di piazzamenti più o meno buoni, nella stagione 1941-1942 la Roma fu il primo club centro-meridionale a vincere lo scudetto, il primo della sua storia, conquistato il 14 giugno 1942 battendo per 2-0 il Modena nell'allora stadio del PNF.
Durante la campagna acquisti estiva la dirigenza romanista non spese molto, comprando solamente la mezz'ala Renato Cappellini ed il centrocampista Edmondo Mornese. La squadra, guidata dall'allenatore austro-ungherese Alfréd Schaffer, ebbe una rosa molto limitata, e furono utilizzati per tutto il campionato solamente quindici giocatori a tempo pieno.
L'anno successivo alla vittoria dello scudetto, i giallorossi non riuscirono a ripetere l'exploit, precipitando nella decima posizione della classifica. Tra le cause della crisi vi fu la scelta del presidente Bazzini di confermare in blocco la squadra autrice della stagione precedente, nonostante avesse un'età media notevolmente alta, oltre che l'affermazione del Grande Torino (dominatore del campionato italiano negli anni 40) e l'abbandono del club da parte dell'allenatore Schaffer, che raggiunse la moglie a Monaco di Baviera dove egli possedeva una birreria distrutta dai bombardamenti bellici (morì, infine, nel 1945).

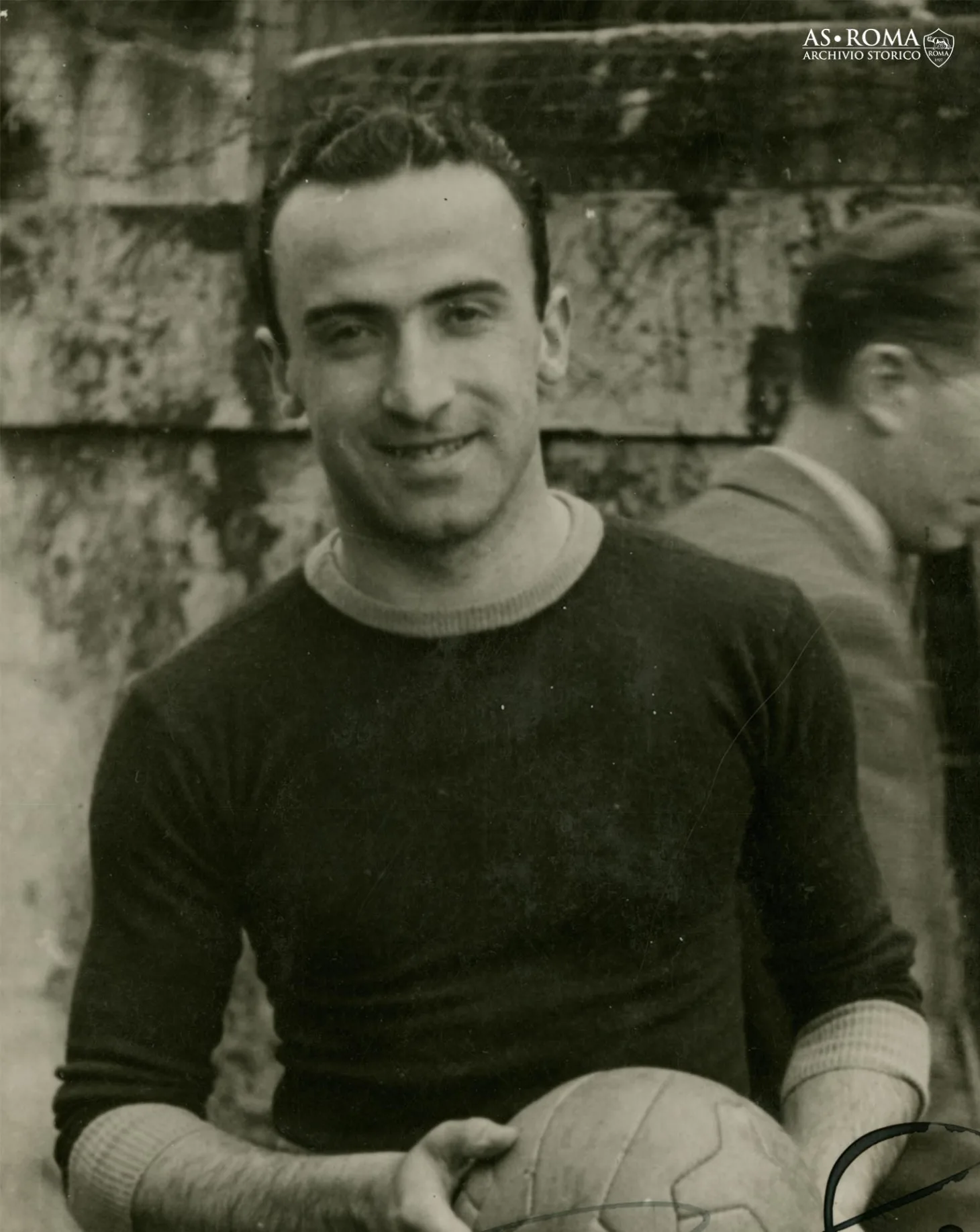
Amedeo Amadei, bomber del primo scudetto, crebbe nelle giovanili romaniste e vestì la maglia giallorossa in due periodi dal 1936 al 1948.

La guerra pose fine anche al campionato nazionale, che venne sospeso per due anni: durante il periodo furono disputati a livello amatoriale solo dei campionati regionali o locali. La Magica del periodo aveva sulla panchina Guido Masetti che, dopo aver smesso di giocare l'anno successivo alla conquista del titolo, intraprese la carriera di allenatore.
La maggior parte dei giocatori non romani tornarono nelle proprie città o nei propri Paesi (come nel caso dell'argentino Pantò); tra i giocatori della vecchia squadra rimase l'ala albanese Naim Krieziu, che militò nelle file della Roma anche nel 1942, ed Amadei, che conquistò la fascia di capitano. Durante questo periodo la Lupa disputò il Campionato romano di guerra 1943-1944, il Torneo a Quattro del 1944, la Coppa Città di Roma del 1945, il Campionato romano di guerra 1944-1945 e il Torneo Interregionale di Roma del 1945.
Terminata la Seconda guerra mondiale, il torneo nazionale riprese nel 1945-1946, e fu suddiviso di nuovo in due gironi, uno per il Nord ed uno per il Centro-Sud. La Roma, che nel frattempo cambiò sia il presidente (Pietro Baldassarre), che l'allenatore (Giovanni Degni), fu in grado di qualificarsi per la fase finale, arrivando terza nel girone: successivamente, però, i Lupi non riuscirono a competere con le altre formazioni provenienti dal Nord Italia, come il Grande Torino.
La Roma cedette nell'estate del 1948 Amedeo Amadei all'Inter, in cambio della mezz'ala Tommaso Maestrelli e del centravanti Mario Tontodonati. Nella stagione 1949-1950 venne ingaggiato Fulvio Bernardini, questa volta in qualità di allenatore, ma che tuttavia non riuscì ad ottenere i risultati sperati e fu sostituito nelle ultime giornate da Luigi Brunella: in tale contesto la squadra si salvò dalla retrocessione per pochi punti.

## Anni 1950 e 1960

### La retrocessione in Serie B e il ritorno in A

La formazione della Roma promossa in Serie A nel 1952

Nell'annata 1950-1951, la squadra ingaggiò i tre giocatori svedesi Knut Nordahl (fratello del più famoso Gunnar), l'ala Sundquist e il mediano Andersson, oltre all'acquisto del terzino della nazionale Alberto Eliani, tutti lanciati durante il campionato del mondo 1950.
Tuttavia la panchina capitolina subì diversi cambi di allenatore nel corso della stagione: il 17 dicembre, infatti, con la Roma ultima in classifica, l'allenatore Adolfo Baloncieri fu esonerato dopo quindici giornate ed al suo posto arrivò Pietro Serantoni. Dopo altre quattordici giornate, con la squadra ancora al fondo della classifica, ritornò in panchina Guido Masetti. La vittoria del Padova, diretta avversaria per la permanenza in Serie A, condannò la Roma alla sua prima retrocessione in Serie B.
Nel frattempo, dalla stagione 1949-1950 era tornato al comando della società, in qualità di commissario straordinario, Renato Sacerdoti, 17 anni dopo la sua prima presidenza. Nella stagione 1950-1951 la federazione decise di ridurre il numero delle partecipanti al campionato di Serie A, decretando che solo una squadra sarebbe stata promossa di diritto, mentre la seconda classificata in Serie B avrebbe partecipato ad uno spareggio con la quartultima della massima divisione.
Per compiere questa difficile impresa venne scelto come allenatore Gipo Viani, uno dei precursori del catenaccio, mentre l'ingaggio principale fu sicuramente quello della torre Carlo Galli. Avversaria agguerrita della stagione fu il Brescia che fino all'ultimo tenne testa alla Roma, la quale rimase tuttavia in testa alla classifica sin dall'inizio del campionato, che concluse al primo posto con 53 punti, con un solo punto di vantaggio sui rivali lombardi. Il 22 giugno del 1952, a dieci anni esatti dalla conquista dello scudetto, i Giallorossi festeggiarono così il ritorno in Serie A.

### Il rilancio

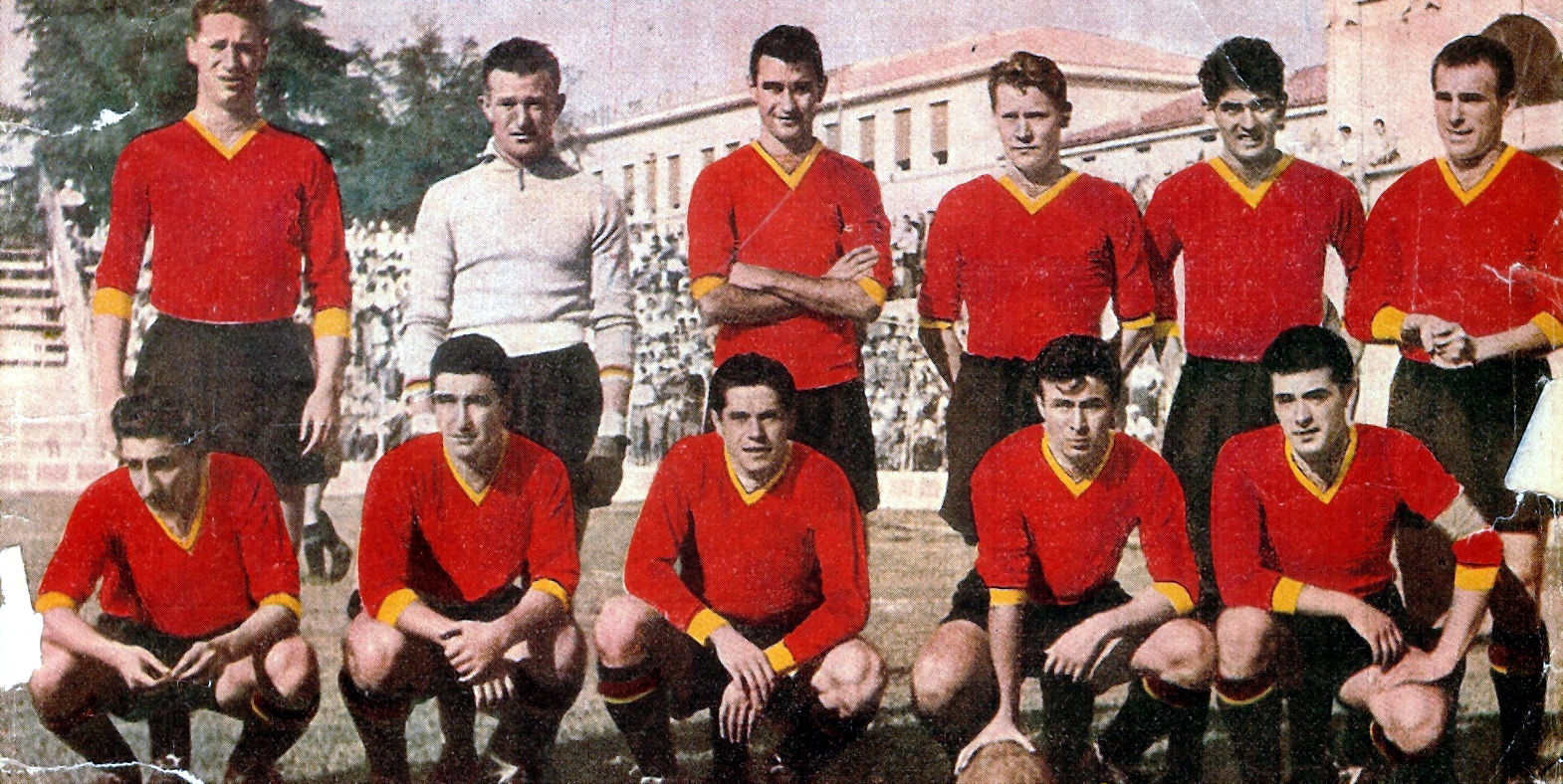
Una formazione della Roma nella stagione 1953-1954

Gli anni successivi alla promozione portarono a Roma grandi novità. La squadra nell'arco di due stagioni venne arricchita di nuovi acquisti: nella stagione 1952-1953 furono acquistati il nazionale Egisto Pandolfini e il danese Helge Bronée.
La panchina venne affidata a Mario Varglien, che riuscì nelle prime giornate a creare un sistema di gioco che consentì alla squadra di fare un buon esordio, vanificato però nel corso del campionato da una serie di infortuni che condussero la Magica al sesto posto in classifica. Il 17 maggio del 1953, i Capitolini si trasferirono nel nuovo stadio Olimpico. Nell'estate dello stesso anno fu ingaggiato dal Peñarol il ventisettenne uruguagio Alcides Ghiggia, di ruolo ala.
Nell'annata 1953-1954, dopo otto giornate, Jesse Carver affiancò Varglien: il tecnico italiano non digerì però il fatto di dover dividere la panchina e alla fine si dimise, lasciando il solo Carver al comando della squadra che concluse la stagione nuovamente in sesta posizione. Successivamente è degno di nota il secondo posto nel 1954-1955, grazie anche alla retrocessione dell'Udinese, che permise alla Lupa di tornare in Europa dopo 19 anni.
Nel torneo seguente la squadra si classificò sesta con il magiaro György Sárosi in panchina; al di sotto delle aspettative, invece, fu la stagione 1956-1957 nella quale i Giallorossi sfiorarono nuovamente la retrocessione. Decisamente migliore è l'annata successiva: guidati in principio dal britannico Alec Stock e successivamente da Gunnar Nordahl (nelle vesti di allenatore-giocatore) i capitolini raggiunsero la quinta piazza in campionato.
Il decennio finì tuttavia in calando, con il sesto ed il nono posto ottenuti nel 1959 e nel 1960. Alla guida della compagine subentrarono prima una vecchia conoscenza romanista, György Sarosi, e poi un nuovo tecnico, Alfredo Foni.

### Dalla Coppa delle Fiere alla crisi finanziaria

Giacomo Losi con la Coppa delle Fiere 1960-1961

Dopo i tanti esoneri nella panchina giallorossa caratterizzanti le ultime stagioni degli anni 50, la dirigenza, guidata da Anacleto Gianni (che aveva preso il posto di Renato Sacerdoti) decise di puntare sugli allenatori Alfredo Foni prima e Luis Carniglia poi.
Nel 1960-1961 la Roma conquistò la Coppa delle Fiere; la Magica del capitano Giacomo Losi portò nella capitale il primo trofeo internazionale vincendo nella finale doppia contro il Birmingham City. Dopo la vittoria della "Fiere", i Giallorossi sostituirono Carniglia e sulla panchina tornò Foni, considerato l'autore morale della conquista europea.
Dopo una stagione grigia, dove non brillò John Charles, giunto nella capitale ormai a fine carriera, nel 1963-1964 il neopresidente conte Francesco Marini-Dettina, per potenziare l'attacco durante la campagna acquisti estiva, portò a Roma il tedesco Jürgen Schütz e Angelo Benedicto Sormani, che fu pagato mezzo miliardo di lire, una cifra colossale che si rivelò insopportabile per le casse capitoline.
La stagione 1963-1964 fu travagliata, con diversi cambi in panchina: Foni venne sostituito prima provvisoriamente da Naim Krieziu, ex giocatore del primo scudetto giallorosso, ed infine dallo spagnolo Luis Miró, fautore del modulo il 4-2-4 "elastico", che però fu immediatamente rispedito in Spagna, con la squadra che terminò la stagione dodicesima. Le uniche note liete arrivarono dai giovani talenti della Primavera che si affacciarono sui grandi palcoscenici: Giancarlo De Sisti ed Alberto Orlando, che diventarono subito i capocannonieri giallorossi con sette reti a testa, e dalla Coppa Italia vinta in finale contro il Torino, la prima della storia romanista.
Nella stagione successiva al suo oneroso acquisto, Sormani venne ceduto alla Sampdoria: la Roma si trovò infatti sull'orlo del fallimento, il deficit era arrivato ad un tale punto da vedere la società impossibilitata a pagare gli stipendi. Nel gennaio del 1965, due giorni prima della 15ª giornata, nella quale la Magica avrebbe giocato fuori casa contro il Lanerossi Vicenza, il neoallenatore Juan Carlos Lorenzo, arrivato dalla Lazio, durante gli allenamenti dichiarò polemicamente ai tifosi che la società non aveva neanche i soldi per pagare la trasferta: i sostenitori capitolini, spinti dall'allenatore, decisero quindi di organizzare una colletta che si svolse al Teatro Sistina.
Furono raccolte dal capitano Giacomo Losi, che con un secchiello passò nella platea del teatro, circa 700 000 lire. A fine stagione, con la squadra che si classificò decima, la società diede il benservito all'allenatore ed il conte Marini-Dettina venne sostituito da Franco Evangelisti, facente già parte del Consiglio di Amministrazione della società.

### I due maghi e la trasformazione in società per azioni

Helenio Herrera con Fabio Capello

Nel 1965-1966 venne ingaggiato l'allenatore Oronzo Pugliese, il "Mago di Turi". Gli eventi chiave della stagione furono le cessioni di Angelillo e De Sisti alla Fiorentina; la vendita del giovane campione fu necessaria per risanare le casse societarie colpite dalla mala gestione degli anni precedenti. Per cercare di allestire una squadra comunque competitiva, Evangelisti portò a Roma, in prestito dal Milan, il mediano Nevio Scala e lo spagnolo Joaquín Peiró, centravanti prelevato dall'Inter. Il "Mago di Turi" rimase per tre anni alla guida della compagine giallorossa: durante questo periodo la squadra conquistò un ottavo, un decimo ed un undicesimo posto.
Insieme a lui, nel 1967-1968 lasciò anche il presidente Evangelisti, che nel 1967, al fine di completare il piano di risanamento delle casse societarie, trasformò la Roma in una società per azioni. Nell'ultima stagione di Pugliese, la Magica, uscita dalla crisi, potette fare acquisti di primo piano: Fabio Capello, Giuliano Taccola ed infine Jair. Dopo otto giornate la squadra era imbattuta e prima in classifica, ma la sfida persa in casa contro l'Inter per 2-6 fece crollare le illusioni; la dura sconfitta convinse nell'estate del 1968 il presidente Evangelisti a compiere l'ultimo colpo prima dell'addio alla presidenza: l'ingaggio del "Mago" Helenio Herrera. La società intanto passò prima provvisoriamente a Franco Ranucci e successivamente all'imprenditore Alvaro Marchini, uomo d'affari della capitale.

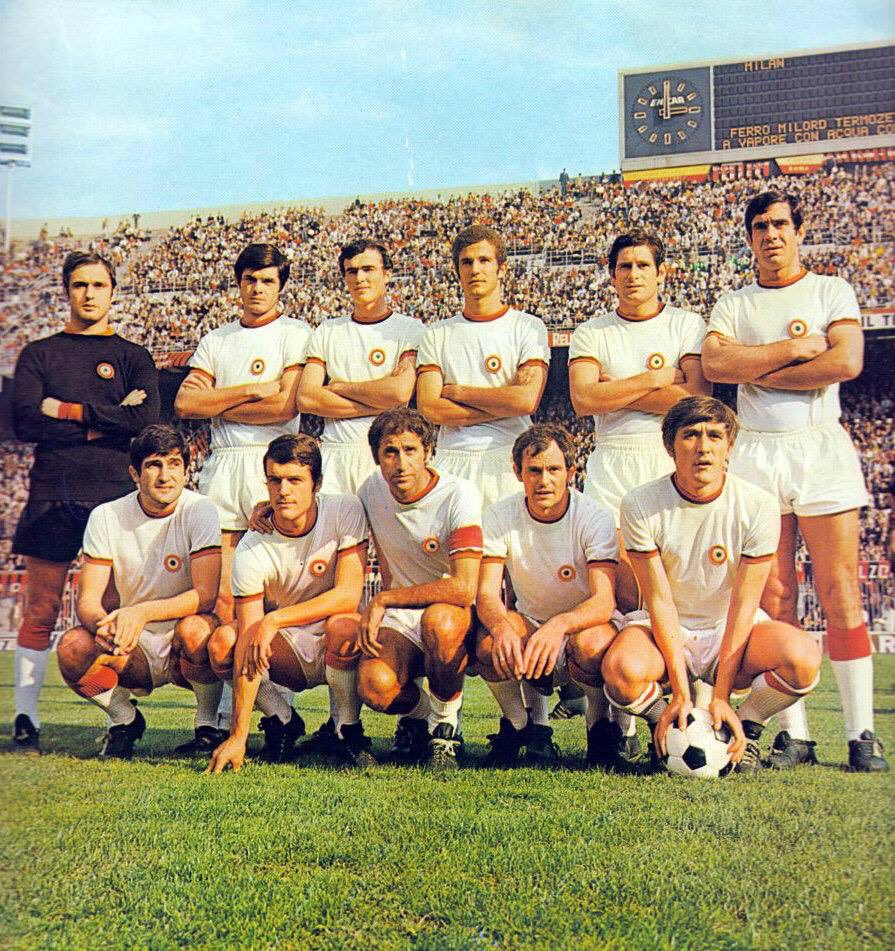
Una formazione del 1969-1970, stagione che vide il raggiungimento delle semifinali di Coppa delle Coppe.

Il nuovo allenatore, che aveva portato l'Inter sul tetto del mondo, effettuò una rivoluzione all'interno dello spogliatoio: furono ingaggiati Fausto Landini (che rappresentò, insieme a Fabio Capello e Luciano Spinosi, uno dei "Gioielli" del club giallorosso) e Sergio Santarini. Il secondo, riminese di nascita, prese la fascia di capitano da Giacomo Losi, che proprio in quella stagione concluse la sua carriera da calciatore. Nonostante le migliori premesse, la squadra stentò a decollare, e il nuovo presidente Marchini non andava d'accordo con l'allenatore argentino, che non riuscì a riproporre lo stesso gioco della formazione nerazzurra precedentemente allenata.
Ad aggravare ancor più il rapporto tra il patron giallorosso e il tecnico, contribuì pesantemente uno dei più tragici episodi della storia dei Capitolini, nel quale venne coinvolto il centravanti Giuliano Taccola: il 16 marzo del 1969 la squadra era impegnata contro il Cagliari fuori casa, e Taccola, colto da un malore all'interno degli spogliatoi, nel giro di pochi minuti entrò in coma e morì improvvisamente: le cause della morte del calciatore rimasero avvolte nel mistero, ma il ragazzo nel corso della stagione aveva sofferto di continue febbri, causate da un'infezione della quale i medici non sapevano dare alcuna spiegazione chiara. Superato il trauma per la morte di Taccola, la Roma trovò la forza per vincere la sua seconda Coppa Italia.
Nella Coppa delle Coppe 1969-1970 la Roma fu eliminata in semifinale dai polacchi del Górnik Zabrze al sorteggio con la monetina, dopo che si erano concluse in parità l'andata a Roma (1-1), il ritorno (2-2) e lo spareggio giocato nel campo neutro di Strasburgo (1-1). Proprio in seguito a questa gara la monetina cessò di decretare i successi calcistici e si decise di adottare i tiri di rigore.

## Anni 1970 e 1980

### Dalla "Rometta" all'arrivo del "Barone"

I festeggiamenti per il trionfo nella Coppa Anglo-Italiana 1972

Agli inizi del decennio e i dissapori tra il presidente Alvaro Marchini ed Helenio Herrera si fecero sempre più intensi: la fuga di notizie di un suo possibile esonero provocò poi una reazione in Herrera, che provocatoriamente fece delle dichiarazioni molto forti riguardanti l'incompetenza della società, aggiungendo dubbi personali riguardo alla validità dello scudetto romanista conquistato nel 1942, assegnato a parer suo per volere di Benito Mussolini in persona.
Le dure parole di Herrera causarono il suo immediato licenziamento e la squadra venne affidata a Luciano Tessari, allenatore in seconda. In realtà le cause scatenanti delle dure parole del tecnico argentino furono da ricondurre al deficitario mercato giallorosso: Marchini nella stagione 1970-1971 vendette infatti i "Tre gioielli" Luciano Spinosi, Fabio Capello e Fausto Landini, alla Juventus.
A rilevare la società ci pensò Gaetano Anzalone, giovane uomo politico ed imprenditore nel campo dell'edilizia, che aveva assunto fino a quel periodo la responsabilità del settore giovanile della Lupa. Nel giugno del 1971 Anzalone annunciò il ritorno di Herrera, che già al termine della stagione 1970-1971 era stato ricontattato da Marchini, tornato sui suoi passi.
La Magica, che non aveva fatto praticamente acquisti quell'anno, galvanizzata dal ritorno dell'argentino, cominciò bene la stagione ma da metà dell'anno ebbe un declino che la fece classificare solamente al settimo posto in campionato. Da segnalare la vittoria della Coppa Anglo-Italiana 1972 conquistata il 24 giugno nella finale unica, giocata allo stadio Olimpico di Roma, in cui i Lupi sconfissero il Blackpool per 3-1.

Pierino Prati e Giancarlo De Sisti in azione negli anni 70

La stagione successiva il nuovo presidente decise di dare il via ad una campagna di rafforzamento, pescando in parte dal folto vivaio romanista, che Anzalone conosceva molto bene, e acquistando il difensore Giorgio Morini e l'ala Valerio Spadoni. Da segnalare l'invasione di campo contro l'Inter il 17 dicembre 1972, causato dall'assegnazione di un calcio di rigore (poi segnato) a favore dei nerazzurri: l'episodio produsse un cospicuo numero di feriti, 25 tra tifosi e forze dell'ordine, un dirigente romanista subì una frattura e un tifoso arrestato tentò addirittura il suicidio tagliandosi le vene.
La squadra, dopo quella partita, stentò a riprendersi e a seguito di una serie di risultati negativi Herrera venne esonerato nuovamente e sostituito dall'allenatore delle giovanili Antonio Trebiciani. Anzalone nella stagione 1973-1974 decise di ingaggiare Manlio Scopigno, l'allenatore che aveva compiuto il miracolo a Cagliari portando per la prima volta lo scudetto sull'isola; Insieme al tecnico arrivarono Angelo Domenghini ed il centravanti Pierino Prati.
Tuttavia, dopo aver perso nelle prime sei gare quattro incontri, Scopigno decise di abbandonare: subito dopo l'addio dell'ex allenatore del Cagliari, Anzalone non perse tempo ed ingaggiò Nils Liedholm, il "Barone" svedese. La stagione del dopo scudetto biancoceleste fu quella del riscatto per la Roma che, grazie anche al contributo di Agostino Di Bartolomei proveniente dal vivaio, conquistò il terzo posto in campionato.

### La fine dell'era Anzalone e l'arrivo di Dino Viola

Sergio Santarini solleva la terza Coppa Italia, nel 1980.

Il 1977 fu un anno travagliato che portò a molti cambiamenti: molti giocatori della vecchia guardia vennero ceduti, su tutti il capitano Franco Cordova che si accasò sulla sponda biancoceleste del Tevere, come molti anni prima fece Attilio Ferraris IV. La società seguì le direttive del presidente Anzalone che da sempre predicava di sposare la linea del ringiovanimento della rosa, mettendo così in luce i giovani talenti del vivaio. La stagione 1976-1977 fu costellata di luci e ombre e, al suo termine, Nils Liedholm decise di abbandonare: al suo posto venne ingaggiato il sardo Gustavo Giagnoni, già allenatore del Torino. Nella stagione esplose anche Agostino Di Bartolomei che nel 1978 diventò il giocatore più prolifico della squadra con dieci gol.
Il fatto che il miglior realizzatore della Roma fosse un centrocampista fece capire al presidente che la squadra necessitava di un centravanti: la scelta ricadde su Roberto Pruzzo del Genoa, e per arrivare al ligure si dovette tuttavia sacrificare l'ala Bruno Conti, che venne pertanto ceduto ai Rossoblu, dove era già stato in prestito per una stagione due anni prima, con la formula della comproprietà. Il momento peggiore di quegli anni si concretizzò proprio nella stagione 1978-1979, quando la Roma rischiò la retrocessione in Serie B in un'annata davvero poco positiva, dove la squadra, riempita di vecchi e stanchi giocatori come De Sisti, Santarini e Spinosi (che era tornato dalla Juventus), non riuscì a decollare e Giagnoni venne sostituito da Ferruccio Valcareggi. Alla fine del campionato, il 6 maggio 1979, grazie ad un pareggio in casa con l'Atalanta per 2-2, la squadra riuscì però a salvarsi in extremis.
La stagione successiva Anzalone, stremato dall'ultimo campionato, decise di passare la mano: la Magica fu quindi rilevata dall'ingegner Dino Viola, già membro del Consiglio di amministrazione giallorosso, che di lì a poco riuscirà a trasformare completamente la squadra. Per finalizzare l'obiettivo di creare una Roma di vertice, il presidente Viola promosse il ritorno sulla panchina capitolina di Nils Liedholm, appena laureatosi Campione d'Italia col Milan; il presidente, convinto che lo svedese non fosse responsabile dei poco brillanti risultati conseguiti quel periodo, lo convinse a ritornare nella capitale offrendogli un contratto triennale. Per soddisfare le richieste di Liedholm venne acquistato Carlo Ancelotti e ritornò Bruno Conti dal Genoa. Nel corso della stagione la squadra riuscì ad esprimersi a livelli tanto alti da ambire alla testa della classifica, ottenendo alla fine un settimo posto finale ma vincendo anche la terza Coppa Italia della storia giallorossa.

### Le vittorie dell'era Viola

Agostino Di Bartolomei e Franco Tancredi con la quarta Coppa Italia giallorossa, nel 1981.

Nella stagione 1980-1981 venne ripristinata, dopo 14 anni, la possibilità di schierare calciatori stranieri nel campionato italiano. La Roma si mosse immediatamente, acquistando dall'Internacional il mediano e regista brasiliano Paulo Roberto Falcão: sconosciuto ai più, il giocatore s'inserì in poco tempo negli equilibri tattici della Lupa, divenendone uomo-chiave.
La squadra disputò un campionato di vertice: a garantire ai Capitolini il ritmo della capolista Juventus furono in particolare le reti del capocannoniere Pruzzo, che giovava puntualmente degli assist di Conti e dei lanci di Falcão. La squadra non riuscì però a superare i Bianconeri in classifica, terminando seconda alle loro spalle; la Lupa si riscattò in Coppa Italia, conquistata per il secondo anno di fila.
La rapida crescita della rosa subì un rallentamento nel 1981-1982 a causa di una serie di infortuni (su tutti quello di Ancelotti) che condizionarono la stagione: i Capitolini non andarono infatti oltre il terzo posto. Pertanto sarà solamente a partire dall'anno successivo che la Magica inaugurerà un felice quadriennio coronato da molti riconoscimenti.
Nel 1982-1983 una mirata campagna acquisti portò a Roma il giovane difensore sampdoriano Pietro Vierchowod: se in quell'anno Bruno Conti rimase in ombra per i postumi del campionato del mondo 1982, Falcão e Vierchowod si rivelarono i punti di forza della compagine; importanti per la scalata al vertice furono poi le parate di Tancredi, soprattutto sui calci di rigore, e il rientro di Ancelotti, che dimostrò di esser tornato in gran forma.

La Roma 1982-1983, quella del secondo scudetto, nella foto celebrativa di fine stagione.

I Giallorossi rimasero per quasi tutto il campionato in vetta alla classifica, subendo solamente tre battute d'arresto e duellando nel finale con la Juventus, principale antagonista in quel periodo; l'8 maggio 1983, alla penultima di campionato, la Roma, grazie al pareggio sul campo del Genoa per 1-1, conquistò così il suo secondo scudetto con una giornata d'anticipo.
Nell'estate 1983 la Sampdoria negò il prolungamento del prestito di Vierchowod, mentre Prohaska venne ceduto per lasciare il posto al centrocampista Toninho Cerezo, brasiliano proveniente dall'Atlético Mineiro. Questi due sacrifici impedirono alla squadra di potersi ripetere in campionato, poiché il rendimento di Cerezo fu più discontinuo di quello del predecessore austriaco. L'attacco, orfano di Iorio, venne rafforzato dal campione del Mondo Graziani.
In campionato la Roma ritrovò il dualismo con la Madama, che in questa occasione s'impose con due punti di vantaggio sui rivali; in Coppa dei Campioni la Lupa sfiorò l'impresa, venendo battuta ai rigori dal Liverpool in finale. Ancora una volta la Magica s'impose però in Coppa Italia, per la terza volta in cinque anni; i Giallorossi sconfissero in finale il Verona.

Francesco Graziani solleva la Coppa Italia 1985-1986

Dino Viola digerì male la sconfitta contro i Reds e decise l'anno successivo di cambiare il volto dei Lupi, affidando la panchina capitolina ad un altro tecnico svedese, Sven-Göran Eriksson, giovane allenatore che la Roma stava osservando già da qualche tempo. Nell'anno la squadra arrivò solamente settima in classifica, a causa di diversi problemi sorti all'interno dello spogliatoio, su tutti l'addio di Falcão, che dopo aver subito un grave infortunio, concluse la sua avventura nella capitale con una lunga polemica nei confronti di Viola.
Per rimpiazzare la grave perdita tecnica del brasiliano, Viola mise a segno un colpo di mercato: Zbigniew Boniek. Dopo questa prima annata, nella stagione 1985-1986 la Magica fu trascinata dai gol di Pruzzo, che fu capocannoniere della Serie A per la terza volta con 19 reti, e sfiorò nuovamente il tricolore, anche questa volta vinto dai Bianconeri. La squadra conquistò tuttavia la sua sesta Coppa Italia in finale contro la Sampdoria.

### Gli ultimi anni della presidenza Viola

Rudi Völler e Bruno Conti

L'ultima stagione di Eriksson si rivelò fallimentare: abbandonarono la capitale molti giocatori considerati troppo avanti con l'età dal tecnico, così la squadra incontrò numerose difficoltà e lo svedese abbandonò la panchina. Nella stagione 1987-1988 Viola tuttavia volle rilanciare la squadra giallorossa riportando sulla panchina Liedholm e compiendo tre colpi di mercato: il centravanti tedesco Rudi Völler, il difensore azzurro Fulvio Collovati e il centrocampista Lionello Manfredonia.
Nella stagione 1988-1989, dopo l'ottima stagione dell'anno precedente, per rilanciare la squadra venne fatto l'acquisto più caro della gestione Viola: Ruggiero Rizzitelli, giovane centravanti e ala proveniente dal Cesena, che nell'idea del presidente avrebbe dovuto sostituire Roberto Pruzzo che proprio in quella stagione aveva lasciato la maglia giallorossa. Oltre a Rizzitelli arrivarono l'ala destra Renato Portaluppi e il centrocampista Andrade. Il primo si distinse tuttavia soprattutto per la sua vita mondana, e in tutta la stagione segnò solamente un gol in un incontro di Coppa UEFA e tre in Coppa Italia, mentre il secondo giocò poche gare dove mise in luce esclusivamente la sua particolare lentezza.

## Anni 1990 e 2000

### Dalla presidenza Ciarrapico all'inizio dell'era Sensi

Giuseppe Giannini alza la settima coppa Italia: si distinguono, da sinistra, Di Mauro, Rizzitelli e Nela.

Dino Viola morì dopo undici anni di presidenza, nel gennaio del 1991. La società fu destinata ad avviarsi verso un lungo periodo di caos, accentuato anche dal "Caso Lipopil" che coinvolse i giocatori Angelo Peruzzi e Andrea Carnevale, squalificati dalla Commissione di Appello Federale (CAF) per un anno, dopo che furono rilevate delle tracce di fentermina nelle loro urine. In campionato la squadra, sotto la guida di Ottavio Bianchi, si classificò solamente nona nonostante l'apporto del nuovo acquisto Aldair, l'ultimo della gestione Viola. La squadra aggiunse tuttavia al proprio palmarès la settima Coppa Italia, conquistata contro la Sampdoria campione d'Italia, inoltre riuscì a raggiungere la finale di Coppa UEFA, persa poi contro l'Inter.
La stagione 1991-1992, la prima orfana di Viola, vide il nuovo presidente Giuseppe Ciarrapico, che aveva acquistato la società già nell'aprile 1991, mettere in atto una politica societaria disorganica, dettata dalla sua scarsa conoscenza - peraltro da lui riconosciuta - del calcio e dell'ambiente. In Serie A la Lupa ottenne un quinto posto, mentre in Coppa delle Coppe fu eliminata ai quarti dal Monaco.

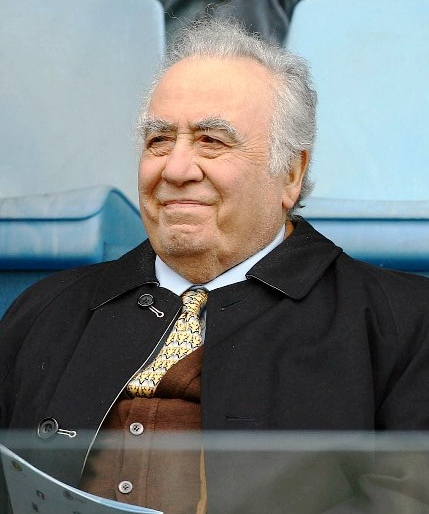
Franco Sensi, il presidente più longevo alla guida della Roma nel periodo 1993-2008.

Al termine della stagione Bianchi lasciò il posto al tecnico serbo Vujadin Boškov, che aveva ottenuto con la Sampdoria risultati molto convincenti ed era fautore di un gioco spettacolare che lasciava ampia libertà ai giocatori talentuosi: durante la sua gestione fece esordire in prima squadra anche un Francesco Totti appena sedicenne. In campionato, la Roma si classificò al decimo posto in seguito ad una stagione non particolarmente brillante, in Coppa UEFA venne eliminata ai quarti dal Borussia Dortmund. In Coppa Italia la Roma raggiunse la finale, risultando sconfitta dal Torino.
La società entrò improvvisamente in trambusto nella primavera del 1993: Ciarrapico venne arrestato per bancarotta. In seguito a ciò gli imprenditori Franco Sensi e Pietro Mezzaroma divennero congiuntamente i proprietari della società: durante il loro primo calciomercato Völler fu ceduto, e vennero prelevati il serbo Siniša Mihajlović e l'attaccante argentino Claudio Paul Caniggia.
Nel biennio successivo Franco Sensi, divenuto l'unico proprietario della Magica dopo aver rilevato la quota posseduta da Mezzaroma, cercò di dare una decisa virata alla politica societaria; chiamò in panchina il trasteverino Carlo Mazzone, allenatore notoriamente romanista, e rafforzò in modo deciso la squadra, acquistando dall'Udinese il capo-cannoniere del precedente campionato, Abel Balbo. Nel campionato 1993-1994 la squadra si classificò solamente al settimo posto e in Coppa Italia fu eliminata al terzo turno dalla Sampdoria.

Da sinistra: Giannini alla sua partita d'addio insieme a Francesco Totti, suo erede a numero dieci giallorosso e poi divenuto, tra il 1993 e il 2017, il giocatore più rappresentativo della storia romanista.

L'anno successivo, grazie anche al nuovo innesto Daniel Fonseca, la squadra migliorò le proprie prestazioni, ottenne il quinto posto in campionato e raggiunse i quarti di finale di Coppa Italia. Nella stagione 1995-1996 la Roma si rafforzò acquistando il mediano Luigi Di Biagio e la punta Marco Delvecchio, riuscì a replicare in Serie A il risultato dell'annata precedente, in Coppa UEFA fu eliminata ai quarti dallo Slavia Praga.

### Da Carlos Bianchi all'arrivo di Capello
L'insofferenza dei tifosi sui risultati altalenanti, e la mancanza di vittorie nelle competizioni disputate, spinsero il presidente a prendere la sofferta decisione di sostituire Mazzone. Al suo posto venne preso l'argentino Carlos Bianchi, che in precedenza aveva vinto la Coppa Intercontinentale col Vélez Sársfield.
La stagione tuttavia, condizionata anche da acquisti fallimentari (solo Vincent Candela e Damiano Tommasi lasceranno il segno nella squadra capitolina), si rivelò disastrosa: la Roma scivolò ben presto nella seconda metà della classifica, mentre in Coppa Italia venne eliminata dal Cesena. Sensi esonerò Bianchi solo dopo l'ennesima sconfitta e alla guida della squadra venne chiamato Nils Liedholm, il quale, supportato dall'allenatore della primavera Ezio Sella, riuscì ad ottenere la salvezza e il dodicesimo posto in classifica.
Nella stagione successiva Franco Sensi decise di rifondare la squadra affidandola al boemo Zdeněk Zeman, il quale, nella sua prima stagione, terminò al quarto posto. Nel 1998-1999 la Roma prelevò il centrocampista russo Dmitrij Aleničev, che fu tuttavia affiancato da altri acquisti non di pari valore come Ivan Tomić, Gustavo Bartelt e Fábio Júnior (quest'ultimo pagato 30 miliardi di lire), i quali diminuirono di fatto la qualità generale della rosa a disposizione di Zeman, con conseguente quinto posto in Serie A ed eliminazione agli ottavi di Coppa Italia e ai quarti in Coppa UEFA.
Per tali motivazioni, Franco Sensi decise di porre fine alla mancanza di vittorie chiamando in panchina un allenatore titolato e vincente come Fabio Capello, che nella sua prima stagione in giallorosso ottenne l'acquisto di Vincenzo Montella e Hidetoshi Nakata, entrambi fondamentali per le vittorie della stagione successiva; nonostante ciò la Magica si classificò solamente sesta in campionato.

### Il terzo scudetto e le occasioni sfumate

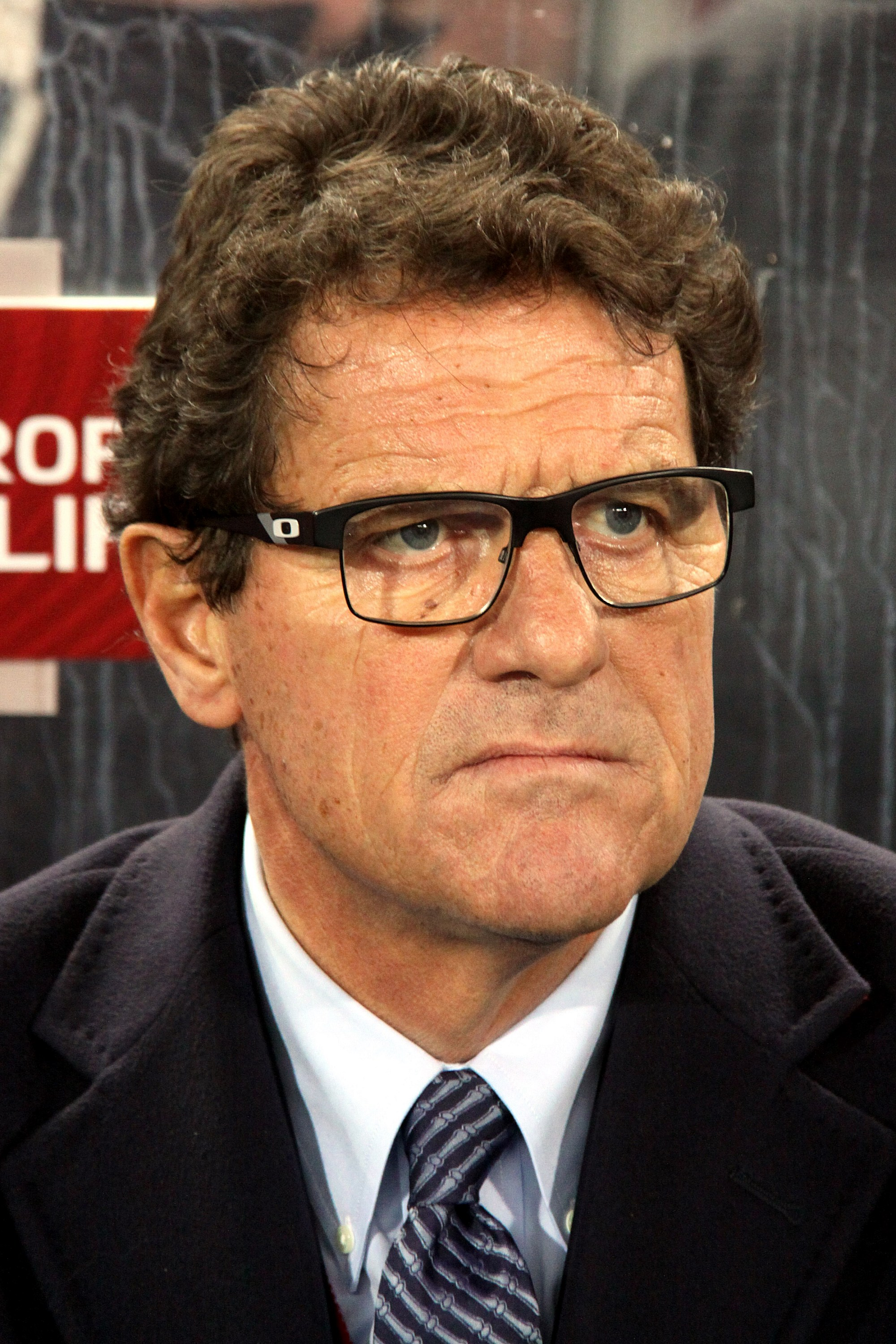
Fabio Capello, tecnico del terzo scudetto romanista.

Lo scudetto vinto nel 2000 dalla rivale cittadina, la Lazio, generò in tutto l'ambiente giallorosso estrema voglia di riscatto e grosse aspettative per la stagione successiva. Il presidente Sensi, anche grazie alla ricapitalizzazione derivata dalla quotazione in borsa della società, fece propri questi sentimenti predisponendo una delle più dispendiose campagne acquisti nella storia della sua gestione.
Il colpo dell'anno fu l'ingaggio di Gabriel Omar Batistuta, tra i migliori marcatori di sempre della Serie A: conteso in un'asta di mercato con l'Inter, arrivò dalla Fiorentina per 70 miliardi di lire. Nonostante un inizio stagione tormentato con la sconfitta contro l'Atalanta e l'eliminazione dalla Coppa Italia, le prestazioni della squadra in campionato furono comunque convincenti, e portarono la Magica presto in vetta alla classifica, che mantenne quasi ininterrottamente: con il pareggio 2-2 a Torino contro la Juventus e la vittoria finale per 3-1 contro il Parma la Lupa sancì la vittoria del suo terzo scudetto.

Una formazione della Roma campione d'Italia 2000-2001 in posa all'Olimpico, sullo sfondo di una curva Sud gremita.

La società, complice la futura partecipazione alla Champions League, confermò ampiamente la rosa, acquistando inoltre il portiere Ivan Pelizzoli (che tuttavia non riuscì ad imporsi ad alti livelli), il terzino Leandro Cufré e l'astro nascente del calcio italiano Antonio Cassano, gioiello del Bari dalla personalità estrosa ma ribelle. La stagione 2001-2002 regalò subito alla bacheca giallorossa la Supercoppa italiana: il 19 agosto 2001, infatti, i Lupi ospitarono la Fiorentina, vincitrice della Coppa Italia, e prevalsero per 3-0, grazie alle reti di Candela, Montella e Totti. In campionato la Roma però alternò buone prestazioni a molti pareggi contro compagini di bassa classifica, terminò seconda alle spalle dei Bianconeri staccati solo di un punto; in Champions League giunse solo alla seconda fase a gironi.
Nel 2002-2003 la società predispose una campagna acquisti incentrata sull'austerità, soprattutto a causa delle crescenti difficoltà economiche derivate dalle elevate spese di mercato degli anni precedenti. Dei pochi acquisti l'unico nome rilevante fu quello del centrocampista Olivier Dacourt, acquistato nel mercato di gennaio dal Leeds United. In questo contesto, non bastò la buona vena di Totti e la crescita costante di Cassano a trascinare la Roma verso le parti alte della classifica.
I Giallorossi terminarono il campionato all'ottavo posto (il peggiore risultato dei precedenti dieci anni), e si guadagnarono la partecipazione alla successiva Coppa UEFA solo grazie al raggiungimento della finale di Coppa Italia, poi persa contro il Milan. In Europa fu raggiunta solamente la seconda fase a gironi come l'anno precedente. La stagione successiva, grazie anche all'acquisto di Cristian Chivu, la Roma ritornò ai vertici ottenendo un secondo posto finale in Serie A.

### Dall'addio di Capello al primo Spalletti
Nonostante il positivo campionato passato, la situazione economica della società nel 2003-2004 comincia ad aggravarsi sempre più. I dirigenti si trovarono pertanto costretti ad aderire al condono fiscale promosso dal secondo governo Berlusconi sanando un pregresso debito fiscale derivato da imposte e ritenute dovute per le annate 2002 e 2003, versando, in tre distinte rate, un importo complessivo di 79,5 milioni di euro, con un risparmio di circa 20 milioni rispetto al debito effettivo.
Nel 2004-2005, dopo l'addio di Capello, si alternarono in tutto cinque allenatori nella panchina capitolina (Cesare Prandelli, Rudi Völler, Ezio Sella, Luigi Delneri e Bruno Conti) arrivando solamente ottava e qualificandosi alla Coppa UEFA solo per aver raggiunto la finale di Coppa Italia persa contro l'Inter.

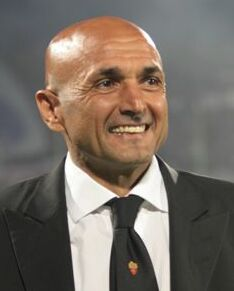
Luciano Spalletti nel primo periodo giallorosso

Nella stagione 2005-2006, per ricostruire la squadra, fu ingaggiato Luciano Spalletti. La società, con i ritorni di Bruno Conti al ruolo di direttore tecnico e di Daniele Pradè a direttore sportivo, cercò di portare avanti una campagna acquisti di livello accettabile nonostante la stessa sia stata bloccata, per quasi tutta l'estate, dal controversa procedura di acquisto, nell'anno precedente, di Philippe Mexès: tra i nuovi arrivi solo Rodrigo Taddei e Doni si imposero nel modulo del nuovo allenatore.
All'inizio della stagione la squadra si trovò tuttavia a navigare nelle posizioni di metà classifica, anche a causa di malcelati malumori all'interno dello spogliatoio per le continue intemperanze di Antonio Cassano, pertanto, a dicembre, venne presa la decisione di cedere il talento barese, in scadenza di contratto, al Real Madrid per circa 5 milioni di euro: da quel momento in poi la squadra ritrovò la compattezza necessaria che le permise di stabilire un filotto di undici vittorie consecutive in campionato, in quel momento un record assoluto della competizione, e la quinta posizione, poi divenuta seconda a seguito dello scandalo Calciopoli.. Inoltre la Roma raggiunse per il secondo anno consecutivo la finale di Coppa Italia di nuovo contro l'Inter, perdendola anche questa volta.
Contro i nerazzurri la Roma disputò in agosto la partita di assegnazione della Supercoppa italiana, essendo l'Inter diventata d'ufficio anche Campione d'Italia, venendo sconfitta ai tempi supplementari. Nella stagione 2006-2007 la Magica, pur integrando la rosa con gli acquisti dei terzini Max Tonetto e Marco Cassetti, della punta Mirko Vučinić e del regista David Pizarro, non andò oltre il secondo posto in campionato e si fermò ai quarti di finale di Champions League; tuttavia raggiunse la finale di Coppa Italia per la terza volta consecutiva ancora contro l'Inter e questa volta conquistò la sua ottava Coppa Italia.

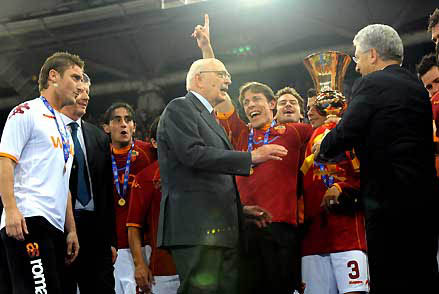
I giallorossi ricevono da Giorgio Napolitano la Coppa Italia 2007-2008

L'annata successiva vide la cessione di Chivu e l'arrivo di Juan. Nella nuova sfida tra Inter e Roma, valida per l'assegnazione della Supercoppa italiana 2007, prevalse la squadra capitolina per 1-0 con gol di Daniele De Rossi su calcio di rigore: la Lupa conquistò così la seconda Supercoppa della sua storia, stavolta ai danni dei Campioni d'Italia. In campionato i Giallorossi si confermarono al secondo posto alle spalle dei nerazzurri, in Champions League furono eliminati per il secondo anno consecutivo ai quarti di finale, sempre dal Manchester United. In Coppa Italia 2007-2008, per la quarta volta consecutiva, la Roma raggiunse la finale del torneo ancora contro i nerazzurri, la quale terminò 2-1 per i Giallorossi, che vinsero così la seconda Coppa Italia consecutiva, la nona per il club capitolino.

### Il ridimensionamento economico e gli ultimi anni dei Sensi
Il 17 agosto 2008, a due settimane dall'inizio della nuova stagione, morì il presidente Franco Sensi, carica da lui coperta dal 1993. La scomparsa dell'artefice del terzo scudetto generò notevole sconforto e grande commozione in tutto l'ambiente romanista, ed i funerali videro la partecipazione di migliaia di persone, tra le quali non solo tifosi giallorossi. La famiglia Sensi decise in ogni caso di proseguire nella conduzione della società, nonostante la forte esposizione debitoria della compagnia di famiglia Italpetroli (controllante la stessa Roma) verso l'istituto bancario UniCredit: pertanto la figlia Rosella, divenuta in precedenza amministratore delegato, venne nominata presidente.
I giallorossi acquistarono il terzino sinistro John Arne Riise, l'attaccante brasiliano Júlio Baptista e il fantasista francese Jérémy Ménez. In estate la Magica non riuscì ad aggiudicarsi la Supercoppa italiana 2008: la partita, terminata sul 2-2 dopo i tempi regolamentari e supplementari, vide prevalere l'Inter ai tiri di rigore per 8-7. In campionato la squadra, a causa dei numerosi infortuni occorsi ad alcuni giocatori fondamentali (compreso il capitano Totti) e della cattiva condizione generale della rosa, non andò oltre il sesto posto, mentre in Champions venne eliminata agli ottavi dall'Arsenal.
La mancata qualificazione alla più redditizia UEFA Champions League 2009-2010 portò la dirigenza romanista a cedere al Liverpool il centrocampista Alberto Aquilani, cresciuto nel vivaio giallorosso. Mentre Unicredit avviò le procedure giudiziali di recupero del proprio credito, la società, non potendo destinare agli acquisti i soldi ricevuti, non riuscì ad accontentare le richieste tecniche di Spalletti, dedicandosi solamente ad operazioni minori, tra le quali l'acquisto del difensore Nicolás Burdisso. Dopo le sconfitte nelle prime due partite di campionato, Claudio Ranieri subentrò a Spalletti come allenatore, portando la squadra a un inaspettato secondo posto in Serie A a soli due punti dall'Inter e in finale di Coppa Italia sempre contro i nerazzurri, risultando sconfitta.

## Anni 2010 e 2020

### L'era Pallotta
La risoluzione dell'annosa controversia tra Italpetroli ed Unicredit fu affidata ad un arbitrato, durante il quale le parti prevennero ad un'intesa su un accordo riguardante la messa in vendita della Roma. La stagione 2010-2011 iniziò con la sconfitta in agosto della Roma nella finale di Supercoppa Italiana contro l'Inter. Inoltre vide l'alternarsi nella panchina di Vincenzo Montella a Ranieri a stagione in corso, in Serie A i Capitolini disputarono un campionato altalenante, che non impedì però alla squadra di superare la fase a gironi di Champions League, dove furono eliminati agli ottavi dallo Šachtar.
A metà agosto, al termine di un lungo iter, si concluse la vendita della società giallorossa alla cordata statunitense composta da Thomas DiBenedetto, Richard D'Amore, Michael Ruane e James Pallotta, che sarebbe diventato in seguito il futuro presidente della società. I primi anni della nuova Roma americana non ottennero risultati di vertice nonostante tra i nuovi acquisti figurassero giocatori come Pablo Osvaldo, Miralem Pjanić e Marquinhos: nelle prime due stagioni, con Luis Enrique come allenatore nella prima stagione e Zeman e Andreazzoli nella seconda, la Lupa non riuscì a qualificarsi neanche per l'Europa League, ottenendo anche una sconfitta dalla Lazio nella finale di Coppa Italia 2012-2013

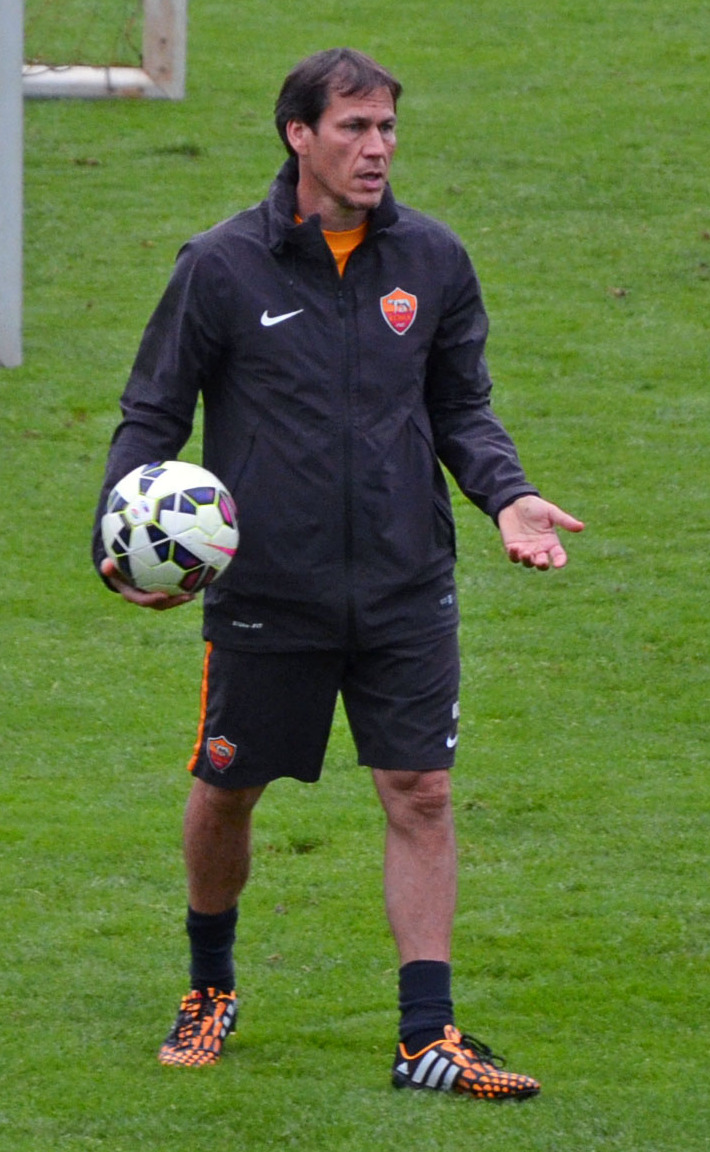
Rudi Garcia

La necessità di ridurre le spese di gestione, dovuta al reiterato fallimento degli obiettivi sportivi prefissi, rese obbligatorie le cessioni di Marquinhos, ceduto al Paris Saint-Germain per oltre 30 milioni di euro (e sostituito da Mehdi Benatia), Osvaldo e Lamela (furono acquistati Adem Ljajić e Gervinho); venne inserito in rosa anche il versatile centrocampista Alessandro Florenzi, cresciuto nelle giovanili. Si optò anche per un cambio di allenatore: fu ingaggiato l'ex Lilla Rudi Garcia, con il quale la Roma recuperò rapidamente convinzione e risultati, giungendo inaspettatamente al record italiano di dieci vittorie consecutive iniziali. A dispetto del cammino da record, qualche successivo pareggio fece scivolare la Roma in seconda posizione, piazzamento confermato alla fine dell'annata 2013-2014, alle spalle della Juventus.
Nell'annata successiva il club riottenne il secondo posto in campionato grazie ai nuovi innesti Kōstas Manōlas (che sostituì Benatia) e Seydou Keita. Il risultato non si replicò nel 2015-2016, quando, nonostante i rinforzi in attacco (Edin Džeko e Mohamed Salah) e in difesa (Antonio Rüdiger), i giallorossi, dopo una buona partenza iniziale, iniziarono a accusare una serie di prestazioni scadenti, tra cui spicca il 6-1 subito in UEFA Champions League in casa del Barcellona. Nel gennaio 2016 Garcia fu sostituito dal rientrante Luciano Spalletti, che portò la squadra al terzo posto in campionato.

Una formazione della Roma nella UEFA Champions League 2017-2018, in cui raggiunse le semifinali.

Con la perdita di Pjanić compensata con nuovi acquisti, nel 2016-2017 la squadra non riuscì a superare i play-off di Champions e neanche a ottenere risultati importanti nelle coppe, pur classificandosi seconda in Serie A con 87 punti, un record per la compagine giallorossa. Al termine di Roma-Genoa del 28 maggio 2017 ci fu un tributo a Francesco Totti, nella sua ultima partita da calciatore professionista. Nella stagione successiva fu ingaggiato come allenatore l'ex giocatore giallorosso Eusebio Di Francesco. Nonostante l'eliminazione agli ottavi di Coppa Italia, la Lupa, terza in campionato, riuscì, dopo aver battuto il Barcellona per 3-0 nella gara di ritorno dei quarti di finale, che permise di ribaltare il 4-1 subito al Camp Nou, a raggiungere le semifinali di UEFA Champions League, dove il cammino dei romanisti si arrestò contro il Liverpool. Nel 2018-2019 la squadra non convinse né in Serie A né nelle coppe: ciò comportò, a marzo, l'allontanamento di Di Francesco e il ritorno di Claudio Ranieri, che chiude con il raggiungimento del sesto posto in campionato.
L'annata 2019-2020 si aprì con l'ingaggio dell'allenatore portoghese Paulo Fonseca, il quale ripeté il registro della stagione precedente, con un andamento incerto sia in Serie A, con il raggiungimento del quinto posto, sia in Coppa Italia, dove i capitolini si fermano ai quarti, nonché in Europa League, da cui vennero eliminati agli ottavi. La stagione fu caratterizzata anche dalla sospensione delle attività calcistiche a partire da marzo per via della pandemia di COVID-19 del 2019-2021, con conseguente recupero delle partite dal 20 giugno.

### L'era Friedkin
Il 17 agosto 2020 un ulteriore gruppo imprenditoriale americano, The Friedkin Group, acquisì il club: il primo presidente della nuova proprietà fu Dan Friedkin. Nonostante il raggiungimento delle semifinali di Europa League, la Lupa deluse in patria, classificandosi solo settima in Serie A e qualificandosi alla neonata Conference League.

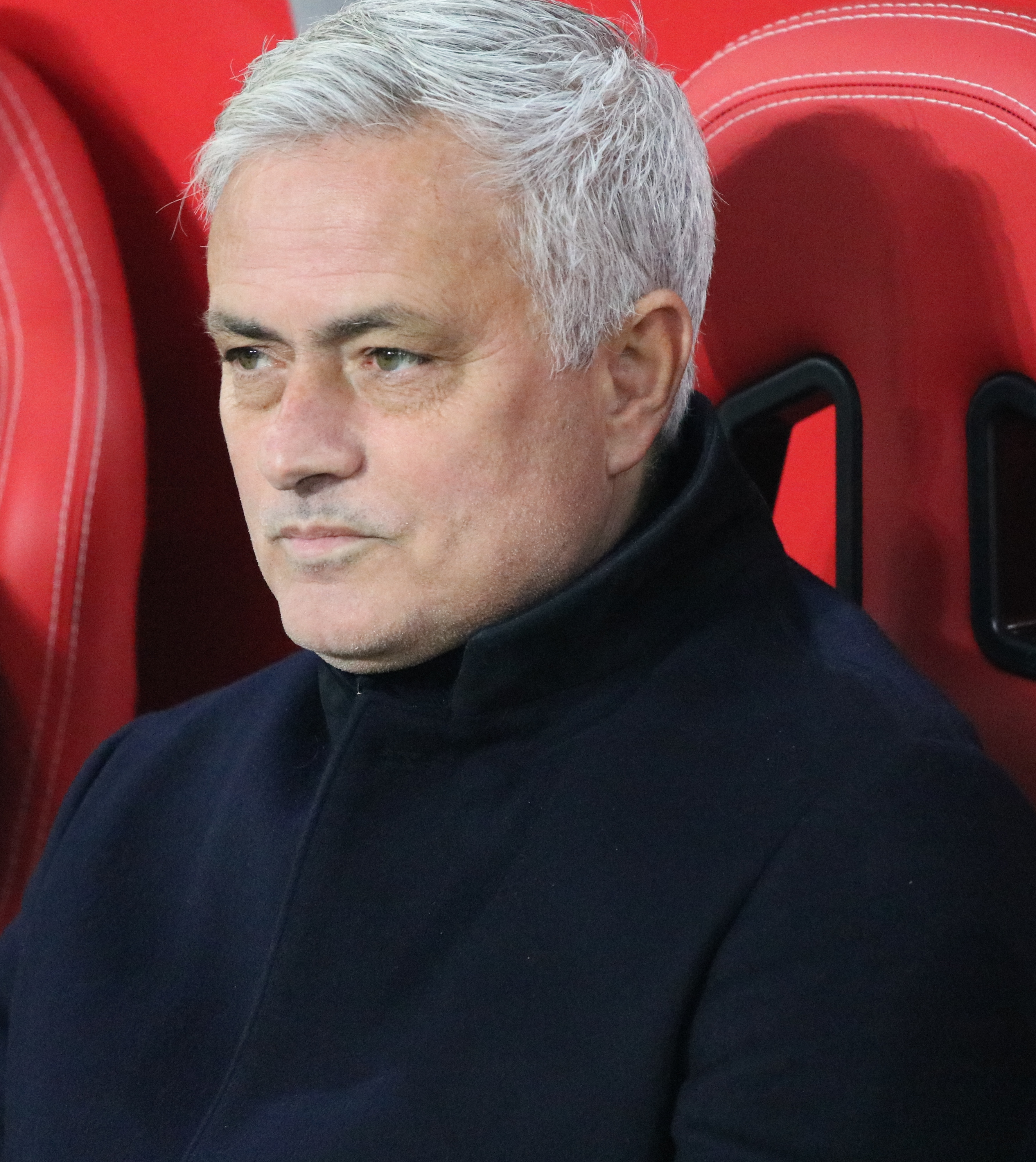
José Mourinho, tecnico della prima vittoria confederale giallorossa nella Europa Conference League 2021-2022.

Nella stagione 2021-2022, con José Mourinho in panchina, la squadra chiuse al sesto posto il campionato e si fermò ai quarti di finale di Coppa Italia. La vera soddisfazione arrivò però in ambito europeo. La Roma, infatti, si aggiudicò la prima edizione della Conference League. Dopo aver eliminato i turchi del Trabzonspor negli spareggi vincendo 2-1 in trasferta e 3-0 all'Olimpico, si qualificò per la fase a gironi, venendo inserita nel gruppo C assieme ai norvegesi del Bodø/Glimt, agli ucraini dello Zorya Luhans'k e ai bulgari del CSKA Sofia. Dopo aver chiuso il girone al primo posto, i capitolini superarono gli olandesi del Vitesse agli ottavi e di nuovo il Bodø/Glimt ai quarti di finale. In semifinale, gli uomini di Mourinho si trovarono di fronte il Leicester City di Brendan Rodgers, superato per 1-0 all'Olimpico con gol di Tammy Abraham dopo l'1-1 dell'andata in Inghilterra. Approdati in finale, i giallorossi batterono il Feyenoord per 1-0 nella finale dell'Arena Kombëtare di Tirana con rete decisiva di Nicolò Zaniolo, tornando a sollevare un trofeo europeo a sessantuno anni dal successo in Coppa delle Fiere, l'ultimo del club in ambito continentale.
Nell'annata seguente la squadra confermò il sesto posto in Serie A e raggiunse, a distanza di trentadue anni dall'ultima finale di Coppa UEFA, la finale di Europa League, da cui uscì sconfitta ai tiri di rigore dal Siviglia. La stagione 2023-2024 vide l'esonero di Mourinho, sostituito da Daniele De Rossi. Ciò però non fermò la squadra dal compiere un altro ottimo cammino europeo in Europa League. Pur chiudendo il girone al secondo posto dietro allo Slavia Praga, i capitolini arrivarono fino alle semifinali, dopo aver eliminato rispettivamente il Feyenoord, il Brighton e il Milan e prima di arrendersi ai tedeschi del Bayer 04 Leverkusen. In campionato, però, la squadra partì male, recuperando parzialmente nella seconda parte della stagione ma senza andare oltre il 6º posto finale.
La stagione 2024-2025 si apre con l'esonero del mister De Rossi, alla quarta giornata di campionato, sostituito da Ivan Jurić.
In seguito, anch’egli sarà sollevato dalla sua carica alla 12ª giornata, sostituito da Claudio Ranieri, il quale porterà la Roma dal quattordicesimo posto a +2 sulla zona retrocessione al quinto posto a -1 dalla zona Champions, realizzando una striscia di 20 risultati utili consecutivi da dicembre a maggio.

### Videografia
- Manuela Romano (a cura di), La storia della A.S. Roma (10 DVD-Video), Corriere dello Sport, Rai Trade, 2006.